# Eduard Voltas i Poll
Eduard Voltas i Poll (Barcelona, 1970) és un periodista i editor català, actual conseller delegat de la revista de lleure Time Out a Espanya.
Llicenciat en Ciències de la Informació per la Universitat Autònoma de Barcelona, va ser redactor i posteriorment cap de redacció d'El Temps entre 1990 i 1996. Llavors, va dirigir i editar les revistes Descobrir Catalunya (1996-2000) i Sàpiens (novembre de 2002 - octubre de 2003) i va participar en el llançament d'altres productes del Grup Cultura 03, com la revista Cuina, Nat o Altaïr.
Va ser un dels impulsors del Baròmetre de la Comunicació i la Cultura, un instrument de mesurament d'audiències i consums culturals dels territoris de parla catalana, i entre 2005 i 2006 va ser president de la Fundació Escacc i vicepresident segon d'Òmnium Cultural. De 2007 a 2010 fou secretari de Cultura del Govern de la Generalitat de Catalunya. Actualment és professor de periodisme a la Facultat de Comunicació Blanquerna (Universitat Ramon Llull).
El 1996 va publicar La guerra de la llengua (Empúries), reportatge d'investigació sobre el conflicte lingüístic a Catalunya. El 2014 va publicar Carta a un indecís (Ara Llibres), també en castellà, en què argumenta el «sí» a la consulta sobre la independència de Catalunya.